# Jørgen Pers
Jørgen Hans Pers (født 21. oktober 1933, død 2021) var en dansk arkitekt og kommunalpolitiker.
Pers var uddannet på Kunstakademiets Arkitektskole, hvorfra han tog afgang i 1957. I årene fra 1960 til 1980 var han ansat ved Henning Larsens Tegnestue, og fra midten af 1960'erne og omkring et tiår frem underviste han på Akademiet. Fra 1980 til 1992 var Jørgen Pers direktør for Danske Arkitekters Landsforbund, og han havde en række tillidsposter i blandt andet Statens Byggeforskningsinstitut og i Byggeriets Udviklingsråd.
Ved siden af sit arbejde som arkitekt var Jørgen Pers gennem en længere årrække engageret i kommunalpolitik, og han sad i nogle år i Gentofte Kommunalbestyrelse, hvor han repræsenterede den tværpolitiske borgerliste Gentoftelisten.
Jørgen Pers boede i Klampenborg. Han døde i 2021 på et ikke angivet tidspunkt, senest den 9. juni 2021, i en alder af 87 år.

## Øvrige kilder
- "Rundt i dag", Kristeligt Dagblad, 21. oktober 2008.